# Bassirou Diomaye Faye
Bassirou Diomaye Faye   (N’Diaganiao, 25 de març de 1980) és un polític senegalès, antic inspector fiscal i actual president electe del Senegal. Va ser secretari general de PASTEF i va guanyar les eleccions presidencials senegaleses de 2024 en substitució del candidat represaliat Ousmane Sonko.

## Trajectòria
Després de graduar-se en dret, Faye va optar per convertir-se en inspector fiscal al departament d'Impostos i Patrimoni, on va fer amistat amb Sonko, un antic company de l'Escola Nacional d'Administració.
Faye va ser un dels ideòlegs del programa de Sonko a les eleccions presidencials del Senegal de 2019. Sonko va obtenir gairebé el 16% dels vots i va quedar tercer. El febrer de 2021, Faye es va convertir en el secretari general de PASTEF després de l'arrest de Sonko, acusat de violació en primera instància i, posteriorment, absolt. Com a part de la seva estratègia per a guanyar el poder, Faye va intentar unir l'oposició per a les eleccions de 2022, obtenint 56 escons sota l'aliança Yewwi Askan Wi.
El 14 d'abril de 2023, Faye va ser detingut quan sortia de l'oficina d'impostos i propietats de la rue de Thiong a Dakar. Posteriorment, va ser posat sota custòdia policial pels càrrecs de «difusió de notícies falses, menyspreu al tribunal i difamació d'un organisme constituït» després d'una publicació a les xarxes socials en què denunciava la injustícia percebuda dins del sistema judicial, preveient una sentència que podria inhabilitar Sonko en un litigi legal entre el PASTEF i el ministre de Turisme, Mame Mbaye Niang. A mesura que la situació avançava, se li van presentar càrrecs addicionals d'«incitació a la insurrecció» i «atemptat contra la seguretat de l'Estat», que van resultar en un període de detenció indefinit.

### Campanya presidencial
Davant de la incertesa sobre la possibilitat que Sonko pogués ser candidat a les eleccions presidencials de 2024, PASTEF va avalar Faye el novembre de 2023. Tanmateix, PASTEF s'havia dissolt uns mesos abans, fet que significava que Faye es presentava com a independent. El 20 de gener de 2024, el Consell Constitucional senegalès va publicar la llista definitiva de candidats a les eleccions presidencials i Sonko va ser descartat després de diverses batalles legals. La candidatura de Faye va ser validada i Sonko va anunciar ràpidament el seu suport a Faye.
Després d'un intent al febrer del president en funcions Macky Sall d'ajornar les eleccions citant disputes no resoltes sobre qui podia presentar-se, es van produir protestes generalitzades al país i el Consell Constitucional va anul·lar l'ajornament. En resposta a les protestes, Sall va afirmar que deixaria el càrrec tal com estava previst el 2 d'abril, fixant la data el 24 de març. També va expressar la seva voluntat d'alliberar Sonko, Faye i tots els seus seguidors com un acte de bona fe. A finals de febrer el govern va presentar un projecte de llei d'amnistia per calmar el clima social i polític. Diversos centenars de presos polítics van ser alliberats pel govern i el 14 de març, pocs dies abans de les eleccions, Sonko i Faye van ser alliberats de la presó.
El 15 de març de 2024, un dia després de l'alliberament de Faye, aquest va reunir centenars de seguidors en la seva primera aparició pública com a candidat presidencial. L'expresident Abdoulaye Wade i el seu Partit Demòcrata Senegalès (PDS) van donar suport a Faye el mateix dia per augmentar les seves possibilitats de guanyar les eleccions. La mesura es va produir després que el candidat del PDS, Karim Wade, fos desqualificat perquè tenia doble ciutadania en el moment en què va registrar la seva candidatura. Cheikh Tidiane Dieye, un altre candidat a les eleccions presidencials, es va retirar a favor de Faye.
Durant la campanya presidencial, Faye va prometre crear llocs de treball, va fer una dura campanya contra la corrupció i malversació de cabals públics i es va comprometre a renegociar els acords energètics d'exportació amb les corporacions estrangeres. També es va comprometre a distribuir iglament els beneficis d'un jaciment de gas que s'espera que comenci la seva explotació el 2024. Es va presentar amb el lema Diomaye mooy Ousmane, que significa «Diomaye és Ousmane» en wòlof, amb el propòsit que el carisma i l'atractiu popular de Sonko entre el jovent del Senegal impulsessin la seva campanya. El programa de Faye era similar al de Sonko del 2019.
Faye ha declarat la seva convicció en el canvi de sistema i en el panafricanisme d'esquerra per a reclamar la sobirania del Senegal i per allunyar el país de les potències occidentals, especialment de l'antic poder colonial francès. Faye ha promès també reduir el poder presidencial i reintroduir la vicepresidència. A més, vol posar en marxa una reforma monetària per finançar l'economia del Senegal, eliminant el franc CFA i establint una moneda pròpia nacional atès que «no hi ha sobirania si no hi ha sobirania monetària».

### Presidència de Senegal
Un cop president del Senegal, va nomenar Ousmane Sonko primer ministre del país el 3 d'abril de 2024.